# Lee Min-hye
Pour les articles homonymes, voir Lee.
Lee Min-hye, née le 11 octobre 1985 à Pusan et morte le 12 novembre 2018, est une coureuse cycliste sud-coréenne.

## Carrière
Active sur piste et sur route dans les années 2000 et 2010, Lee Min-hye a obtenu plusieurs médailles lors de championnats et jeux continentaux asiatiques. Elle a ainsi notamment été médaillée d'or de la poursuite aux Jeux asiatiques de 2006 et aux championnats d'Asie de 2006 et 2007, du contre-la-montre des Jeux asiatiques de 2010, de l'omnium aux championnats d'Asie de 2011 et de la poursuite par équipes aux championnats d'Asie de 2013. Elle a représenté la Corée du Sud aux Jeux olympiques de 2008 et 2012.
Elle meurt le 12 novembre 2018 d'une leucémie.

## Palmarès sur route
- 2006
  -  Médaillée d'argent du championnat d'Asie du contre-la-montre
  -  Médaillée de bronze du championnat d'Asie sur route
  -  Médaillée de bronze du contre-la-montre des Jeux asiatiques
- 2007
  -  Championne de Corée du Sud du contre-la-montre
  - GP Rund um Visp
  -  Médaillée d'argent du championnat d'Asie du contre-la-montre
  - 2e du Tour de Berne
- 2010
  -  Médaillée d'or du contre-la-montre des Jeux asiatiques
- 2015
  - 3e du championnat de Corée du Sud du contre-la-montre

## Palmarès sur piste

### Jeux olympiques
- Pékin 2008
  - 19e de la course aux points
- Londres 2012
  - 15e de l'omnium

### Championnats du monde
- 2003
  -  Médaillée de bronze du scratch juniors
  -  Médaillée de bronze de la vitesse des championnats du monde B
- Apeldoorn 2011
  - 12e de l'omnium
- Melbourne 2012
  - 22e de l'omnium

### Championnats asiatiques
- Kuala Lumpur 2006
  -  Championne d'Asie de la poursuite individuelle
  -  Médaillée d'argent de la vitesse par équipes
- Bangkok 2007
  -  Championne d'Asie de la poursuite individuelle
- Charjah 2010
  -  Médaillée d'argent de la poursuite par équipes
  -  Médaillée d'argent du scratch
- Nakhon Ratchasima 2011
  -  Championne d'Asie de l'omnium
  -  Médaillée d'argent de la poursuite par équipes
- Kuala Lumpur 2012
  -  Médaillée de bronze de l'omnium
- New Dehli 2013
  -  Championne d'Asie de la poursuite par équipes
  -  Médaillée d'argent de l'omnium

### Jeux asiatiques
- 2006
  -  Médaillée d'or de la poursuite
  -  Médaillée d'argent de la course aux points
- 2010
  -  Médaillée d'argent de la poursuite